# Foro (Eritreia)
Foro (em tigrínio: ፎሮ) é uma cidade da Eritreia, localizada na Região do Norte do Mar Vermelho, próxima ao Mar Vermelho. É uma pequena cidade próxima à costa que foi construída com influência nos rios Haddas, Aligide, e Comaile. Nos anos 60 houve um desenvolvimento agrário significante em suas planícies aluviais.